# Acostemma gardineri
Acostemma gardineri är en insektsart som beskrevs av William Lucas Distant 1917. Acostemma gardineri ingår i släktet Acostemma och familjen dvärgstritar. Inga underarter finns listade i Catalogue of Life.